# Hypoestes stachyoides
Hypoestes stachyoides är en akantusväxtart som beskrevs av John Gilbert Baker. Hypoestes stachyoides ingår i släktet Hypoestes och familjen akantusväxter. Inga underarter finns listade i Catalogue of Life.